# Ruská národní jednota

Vlajka RNJ

Ruská národní jednota je polovojenská organizace a neo-nacistická politická strana, která byla založena v roce 1990 v Moskvě neonacistou Alexandrem Barkašovem.

## Účast ve válce na východní Ukrajině
Společně s jinými krajině pravicovými a neonacistickými organizacemi RNJ podporuje Rusko v ruské vojenské intervenci na Ukrajině a verbuje ozbrojené dobrovolníky. Jeden z členů RNJ, Pavel Gubarev, vystupoval jako mluvčí pro-ruských separatistů v Doněcku.